# Miska Glava
Miska Glava (szerbül: Миска Глава), falu Bosznia-Hercegovinában, Bosanska krajina területén, Prijedor községben, a Szerb Köztársaságban. 

## Fekvése
Bosznia-Hercegovina északnyugati részén, Banja Lukától légvonalban 57, közúton 73 km-re nyugat-északnyugatra, községközpontjától légvonalban 14, közúton 20 km-re délnyugatra, a Grmeč-hegység lejtőin, a Koprivnica-patak völgyében, és a környező dombvidéken, 250 – 350 méteres tengerszint feletti magasságban fekszik. Több kis településből áll. A település területén több mint 40 természetes forrás található. Van egy kis bánya, ahol úgynevezett „kék követ” termelnek ki, amelyet a múltban pincék készítésére használtak.

## Népessége
| Nemzetiségi csoport | Népesség 1991 | Népesség 2013 |
| ------------------- | ------------- | ------------- |
| Szerb               | 636           | 342           |
| Bosnyák             | 1             | 0             |
| Horvát              | 87            | 20            |
| Jugoszláv           | 36            | 0             |
| Egyéb               | 4             | 2             |
| Összesen            | 764           | 364           |

## Története
A település 1878-ig tartozott az Oszmán Birodalomhoz, ekkor a berlini kongresszus határozata alapján az Osztrák-Magyar Monarchia része lett. 1879-ben az első osztrák-magyar népszámlálás során a Prijedori járáshoz, és Ljubia községhez tartozó településnek 65 háztartása és 89 ortodox szerb lakosa volt. 1910-ben a településen 112 háztartást, 768 ortodox szerb, 1 muszlim és 42 katolikus lakost találtak. A monarchia szétesésével 1918-ben előbb a Szerb-Horvát-Szlovén Királyság, majd 1929-től a Jugoszláv Királyság része. 1921-ben a községnek 124 háztartása és 804 lakosa volt. Jugoszlávia megszállása után a falu a Független Horvát Állam (NDH) része lett.
1945-től a település a szocialista Jugoszlávia része volt. A Bosznia-Hercegovinában zajló polgárháború idején a település a Boszniai Szerb Köztársaság része volt. 1992 júliusában szerb fegyveresek Miska Glavában boszniai muszlim civileket tartottak fogva, ahonnan a ljubijai futball stadionba szállították át őket, ahol közülük többeket meggyilkoltak. A daytoni békeszerződést követő területfelosztásnál a település Prijedor község részeként a Szerb Köztársaság területéhez került.

## Kultúra
Szokás, hogy Miklós-nap előestéjén a faluban összegyűjtenek egy öt fő jól éneklő fiatalembert és egy női ruhába öltözött fiatalembert. Ezeket bűbájosoknak hívják. A boszorkányok körbejárják a falut, és minden ház előtt jótékony dalokat énekelnek, hogy ajándékokat gyűjtsenek azoknak, akiknek a legnagyobb szükségük van rá.

## Oktatás
A településen található a „Mladen Stojanović” Általános Iskola területi iskolája. Az iskola a Jugoszláv Királyság idején épült, és 1936-ban kezdte meg működését. Mivel az iskola kőből épült, és mint ilyen erődítményként is használható, a partizánok 1941-ben felgyújtották, hogy megakadályozzák az usztasák bejutását.

## Sport
A településen ma is aktív vadásztársaság működik.

## Fordítás
- Ez a szócikk részben vagy egészben  a(z)   Миска Глава című szerb Wikipédia-szócikk ezen változatának fordításán alapul.  Az eredeti cikk szerkesztőit annak laptörténete sorolja fel. Ez a jelzés csupán a megfogalmazás eredetét és a szerzői jogokat jelzi, nem szolgál a cikkben szereplő információk forrásmegjelöléseként.